# Герд Руге (офіцер)
Герд Руге (нім. Gerd Ruge; 17 серпня 1913, Бреге — 18 січня 1977, Вецлар) — німецький офіцер, оберст вермахту (20 квітня 1945) і бундесверу. Кавалер Лицарського хреста Залізного хреста з дубовим листям.

## Біографія
2 листопада 1936 року вступив в 53-й піхотний полк. В 1939 році — командир 8-ї роти, потім ад'ютант 2-го батальйону свого полку. Учасник Польської та Французької кампаній. З кінця 1940 року — ад'ютант полку. З червня 1941 року брав участь в Німецько-радянській війні. З жовтня 1941 року — командир роти 128-го стрілецького полку 23-ї танкової дивізії, який бився на Півдні Росії. З весни 1943 року — командир 1-го батальйону 128-го танково-гренадерського полку. Відзначився у боях в Угорщині (з жовтня 1944). З жовтня 1944 року — командир свого полку. Відійшов із боями до Штирії, де у травні 1945 здався британським військам. Наприкінці 1945 року звільнений. В 1956 році вступив на службу в бундесвер. 30 вересня 1971 року вийшов у відставку.

## Нагороди
- Залізний хрест
  - 2-го класу (19 липня 1941)
  - 1-го класу (8 серпня 1941)
- Штурмовий піхотний знак в сріблі
- Медаль «За зимову кампанію на Сході 1941/42»
- Лицарський хрест Залізного хреста з дубовим листям
  - лицарський хрест (7 вересня 1943)
  - дубове листя (№648; 16 листопада 1944)
- Відзначений у Вермахтберіхт (22 жовтня 1944)
- Нагрудний знак ближнього бою в сріблі
- Нагрудний знак «За поранення» в бронзі